# Scottish League Cup 2010/11
Der Scottish League Cup wurde 2010/11 zum 65. Mal ausgespielt. Der schottische Ligapokal, der unter den Teilnehmern der Scottish Football League und der Scottish Premier League ausgetragen wurde, begann am 31. Juli 2010 und endete mit dem Finale am 20. März 2011. Wurde ein Duell nach 90 Minuten plus Verlängerung nicht entschieden, kam es zum Elfmeterschießen. Die Glasgow Rangers gewannen zum 27. Mal den Titel des Liga Pokals, im Finale gewannen die Rangers mit 2:1 nach Verlängerung im Old Firm Derby gegen Celtic Glasgow.

## 1. Runde
Ausgetragen wurden die Begegnungen am 31. Juli und 1. August 2010.
|                              | Ergebnis  |                 |
| ---------------------------- | --------- | --------------- |
| FC East Stirlingshire        | 1:2       | Alloa Athletic  |
| Albion Rovers                | 0:1       | Airdrie United  |
| Annan Athletic               | 0:1       | Partick Thistle |
| FC Clyde                     | 2:1       | FC Cowdenbeath  |
| FC Dundee                    | 3:0       | FC Montrose     |
| Dunfermline Athletic         | 5:2       | FC Arbroath     |
| Elgin City                   | 3:2 n. V. | Ayr United      |
| Inverness Caledonian Thistle | 3:0       | FC Queen’s Park |
| FC Peterhead                 | 1:0       | Berwick Rangers |
| Queen of the South           | 5:1       | FC Dumbarton    |
| Raith Rovers                 | 4:1       | FC East Fife    |
| Ross County                  | 2:1       | FC Livingston   |
| FC Stenhousemuir             | 1:3       | Brechin City    |
| Stirling Albion              | 1:2       | Forfar Athletic |
| FC Stranraer                 | 1:7       | Greenock Morton |

## 2. Runde
Ausgetragen wurden die Begegnungen am 24. und 25. August 2010.
|                              | Ergebnis              |                     |
| ---------------------------- | --------------------- | ------------------- |
| Inverness Caledonian Thistle | 3:0                   | FC Peterhead        |
| FC Kilmarnock                | 6:2                   | Airdrie United      |
| Queen of the South           | 4:1                   | Forfar Athletic     |
| Ross County                  | ?:? n. V. (4:3 i. E.) | FC St. Mirren       |
| Alloa Athletic               | 0:3                   | FC Aberdeen         |
| Brechin City                 | ?:? n. V. (3:1 i. E.) | FC Dundee           |
| Dunfermline Athletic         | 3:2                   | FC Clyde            |
| Heart of Midlothian          | 4:0                   | Elgin City          |
| Partick Thistle              | 0:1                   | FC Falkirk          |
| Raith Rovers                 | 1:0                   | Hamilton Academical |
| FC St. Johnstone             | 2:0                   | Greenock Morton     |

## 3. Runde
Ausgetragen wurden die Begegnungen am 21. und 22. September 2010.
|                  | Ergebnis  |                              |
| ---------------- | --------- | ---------------------------- |
| FC Aberdeen      | 3:2       | Raith Rovers                 |
| Celtic Glasgow   | 6:0       | Inverness Caledonian Thistle |
| FC Kilmarnock    | 3:1       | Hibernian Edinburgh          |
| Ross County      | 1:2 n. V. | Dundee United                |
| Brechin City     | 0:2       | FC Motherwell                |
| FC Falkirk       | 4:3       | Heart of Midlothian          |
| Glasgow Rangers  | 7:2       | Dunfermline Athletic         |
| FC St. Johnstone | 3:0       | Queen of the South           |

## Viertelfinale
Ausgetragen wurden die Begegnungen am 26. und 27. Oktober 2010.
|                | Ergebnis |                  |
| -------------- | -------- | ---------------- |
| FC Motherwell  | 1:0      | Dundee United    |
| FC Kilmarnock  | 0:2      | Glasgow Rangers  |
| FC Aberdeen    | 2:1      | FC Falkirk       |
| Celtic Glasgow | 3:2      | FC St. Johnstone |

## Halbfinale
| FC Aberdeen                               | FC Aberdeen | Celtic Glasgow | Celtic Glasgow |
| ----------------------------------------- | --- | --- | -------------- |
| FC Aberdeen                               | \| 29. Januar 2011 in Glasgow (Hampden Park) \| \| Ergebnis: 1:4 (0:4) \| \| Zuschauer: 38.085 \| \| Schiedsrichter: Craig A. Thomson \| \| Spielbericht \|                                                                                                 | \| 29. Januar 2011 in Glasgow (Hampden Park) \| \| Ergebnis: 1:4 (0:4) \| \| Zuschauer: 38.085 \| \| Schiedsrichter: Craig A. Thomson \| \| Spielbericht \| | Celtic Glasgow |
| FC Aberdeen                               | Jamie Langfield – Rory McArdle, Zander Diamond, Nikola Vujadinović (28. Ryan Jack), Andrew Considine, David McNamee (77. Peter Pawlett), Derek Young (77. Josh Magennis), Paul Hartley, Robert Milsom, Scott Vernon, Chris Maguire Cheftrainer: Craig Brown | Fraser Forster – Mark Wilson, Thomas Rogne (62. Efraín Juárez), Charlie Mulgrew, Emilio Izaguirre, Joe Ledley – Scott Brown, Biram Kayal (73. Paddy McCourt), Kris Commons – Gary Hooper, Anthony Stokes (79. Daryl Murphy) Cheftrainer: Neil Lennon ( Nordirland) | Celtic Glasgow |
| FC Aberdeen                               | 1:4 Scott Vernon (61.) | 0:1 Kris Commons (6.) 0:2 Charlie Mulgrew (10.) 0:3 Thomas Rogne (21.) 0:4 Anthony Stokes (34., Elfm.) | Celtic Glasgow |
| FC Aberdeen                               | David McNamee, Derek Young | Emilio Izaguirre | Celtic Glasgow |
| 29. Januar 2011 in Glasgow (Hampden Park) | | |                |
| Ergebnis: 1:4 (0:4)                       | | |                |
| Zuschauer: 38.085                         | | |                |
| Schiedsrichter: Craig A. Thomson          | | |                |
| Spielbericht                              | | |                |

| Glasgow Rangers                           | Glasgow Rangers | FC Motherwell | FC Motherwell |
| ----------------------------------------- | --- | --- | ------------- |
| Glasgow Rangers                           | \| 30. Januar 2011 in Glasgow (Hampden Park) \| \| Ergebnis: 2:1 (1:0) \| \| Zuschauer: 23.432 \| \| Spielbericht \|                                                                                        | \| 30. Januar 2011 in Glasgow (Hampden Park) \| \| Ergebnis: 2:1 (1:0) \| \| Zuschauer: 23.432 \| \| Spielbericht \| | FC Motherwell |
| Glasgow Rangers                           | Neil Alexander – Steven Whittaker, Madjid Bougherra, David Weir, Saša Papac, Steven Davis, Maurice Edu, Lee McCulloch, Steven Naismith, Kyle Lafferty (64. John Fleck), Nikica Jelavić (64. Vladimir Weiss) | Darren Randolph – Steven Saunders, Shaun Hutchinson, Stephen Craigan, Steven Hammell, Chris Humphrey, Tom Hateley, (79. Steve Jones), Keith Lasley, Steve Jennings, Jamie Murphy, John Sutton Cheftrainer: Stuart McCall | FC Motherwell |
| Glasgow Rangers                           | 1:0 Maurice Edu (20.) 2:1 Steven Naismith (75.) | 1:1 Keith Lasley (66.) | FC Motherwell |
| 30. Januar 2011 in Glasgow (Hampden Park) | | |               |
| Ergebnis: 2:1 (1:0)                       | | |               |
| Zuschauer: 23.432                         | | |               |
| Spielbericht                              | | |               |

## Finale
| Celtic Glasgow                          | Celtic Glasgow | Glasgow Rangers | Glasgow Rangers |
| --------------------------------------- | --- | --- | --------------- |
| Celtic Glasgow                          | \| 20. März 2011 in Glasgow (Hampden Park) \| \| Ergebnis: 1:2 n. V. (1:1, 1:1) \| \| Zuschauer: 51.181 \| \| Schiedsrichter: Craig A. Thomson \| \| Spielbericht \|                                                                                               | \| 20. März 2011 in Glasgow (Hampden Park) \| \| Ergebnis: 1:2 n. V. (1:1, 1:1) \| \| Zuschauer: 51.181 \| \| Schiedsrichter: Craig A. Thomson \| \| Spielbericht \|                                                                                          | Glasgow Rangers |
| Celtic Glasgow                          | Fraser Forster – Mark Wilson, Thomas Rogne (73. Glenn Loovens), Charlie Mulgrew, Emilio Izaguirre, Scott Brown (65. Ki Sung-yong), Biram Kayal, Joe Ledley, Kris Commons (103. Paddy McCourt), Gary Hooper, Giorgos Samaras Cheftrainer: Neil Lennon ( Nordirland) | Neil Alexander – Steven Whittaker, Madjid Bougherra (82. Kyle Hutton), David Weir, Saša Papac, Gregg Wylde, Steven Davis, Maurice Edu, Steven Naismith, Kyle Lafferty (90.+3' Vladimír Weiss), Nikica Jelavić (117. El Hadji Diouf) Cheftrainer: Walter Smith | Glasgow Rangers |
| Celtic Glasgow                          | 1:1 Joe Ledley (31.) | 0:1 Steven Davis (24.) 1:2 Nikica Jelavić (98.) | Glasgow Rangers |
| Celtic Glasgow                          | Mark Wilson, Charlie Mulgrew, Biram Kayal | Saša Papac, Nikica Jelavić, El Hadji Diouf | Glasgow Rangers |
| Celtic Glasgow                          | Emilio Izaguirre | | Glasgow Rangers |
| 20. März 2011 in Glasgow (Hampden Park) | | |                 |
| Ergebnis: 1:2 n. V. (1:1, 1:1)          | | |                 |
| Zuschauer: 51.181                       | | |                 |
| Schiedsrichter: Craig A. Thomson        | | |                 |
| Spielbericht                            | | |                 |